# Intelsat 26
O Intelsat 26 (também conhecido por IS-26, JCSAT-4 e JCSAT-R) é um satélite de comunicação geoestacionário que foi construído pela Space Systems/Loral (SSL). Ele está localizado na posição orbital de 62,6 graus de longitude leste em órbita inclinada e é de propriedade da Intelsat, empresa sediada atualmente em Luxemburgo. O satélite foi baseado na plataforma HS-601 e sua vida útil estimada era de 12 anos.

## História
O satélite foi lançado sob o nome de JCSAT-4 e era de propriedade da JSAT, para retransmitir serviços de voz, dados e sinais de televisão para o Japão, com várias vigas para a cobertura internacional, para a Índia, Austrália, Nova Zelândia e Havaí. O JCSAT-4 foi lançado para substituir o JCSAT-1 que depois de um pequeno vazamento de combustível o mesmo ficou inoperante. Mas o satélite foi adquirido pela Intelsat, em dezembro de 2010, para ampliar seus serviços na África e Oriente Médio. Posteriormente o satélite foi  arrendado à Turksat.

## Lançamento
O satélite foi lançado com sucesso ao espaço no dia 17 de fevereiro de 1997, abordo de um foguete Atlas IIAS lançado a partir da Estação da Força Aérea de Cabo Canaveral, na Flórida, EUA. Ele tinha uma massa de lançamento de 3.105 kg.

## Capacidade e cobertura
O Intelsat 26 é equipado com 28 transponders em banda Ku e 12 em banda C. Após ser comprado pela Intelsat foi movido para a posição 50.5 E, ele é usado como um espaço reservado para manter a posição para a Turksat. Ele fornece cobertura em banda C para a África e cobertura em banda Ku para o Oriente Médio.